# Stadio Kirov
Lo stadio Kirov (in russo Стадион имени С. М. Кирова?, Stadion imeni S. M. Kirova) è stato uno stadio della città di San Pietroburgo, in Russia.
Veniva utilizzato per le partite di calcio dello Zenit San Pietroburgo dal 1950 al 1989 e nel 1992. Fu demolito nel 2006.